# Монагрули
Монагру̀ли (на гръцки: Μοναγρούλλι) е село в Кипър, окръг Лимасол. Според статистическата служба на Република Кипър през 2001 г. селото има 471 жители.
Намира се на 3 km североизточно от Мони.